# Plukenetia
Plukenetia là một chi thực vật có hoa trong họ Đại kích

## Hình ảnh

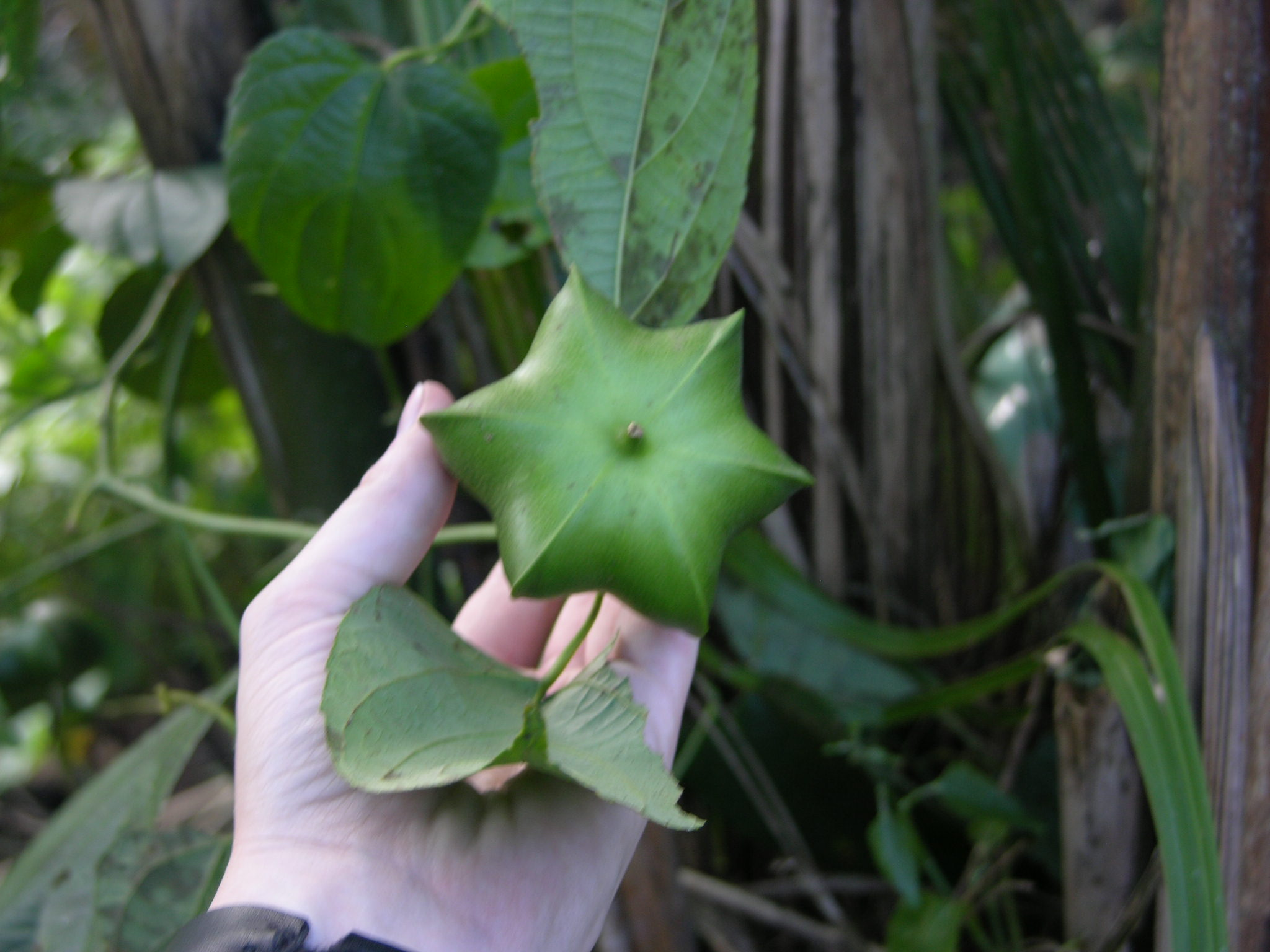
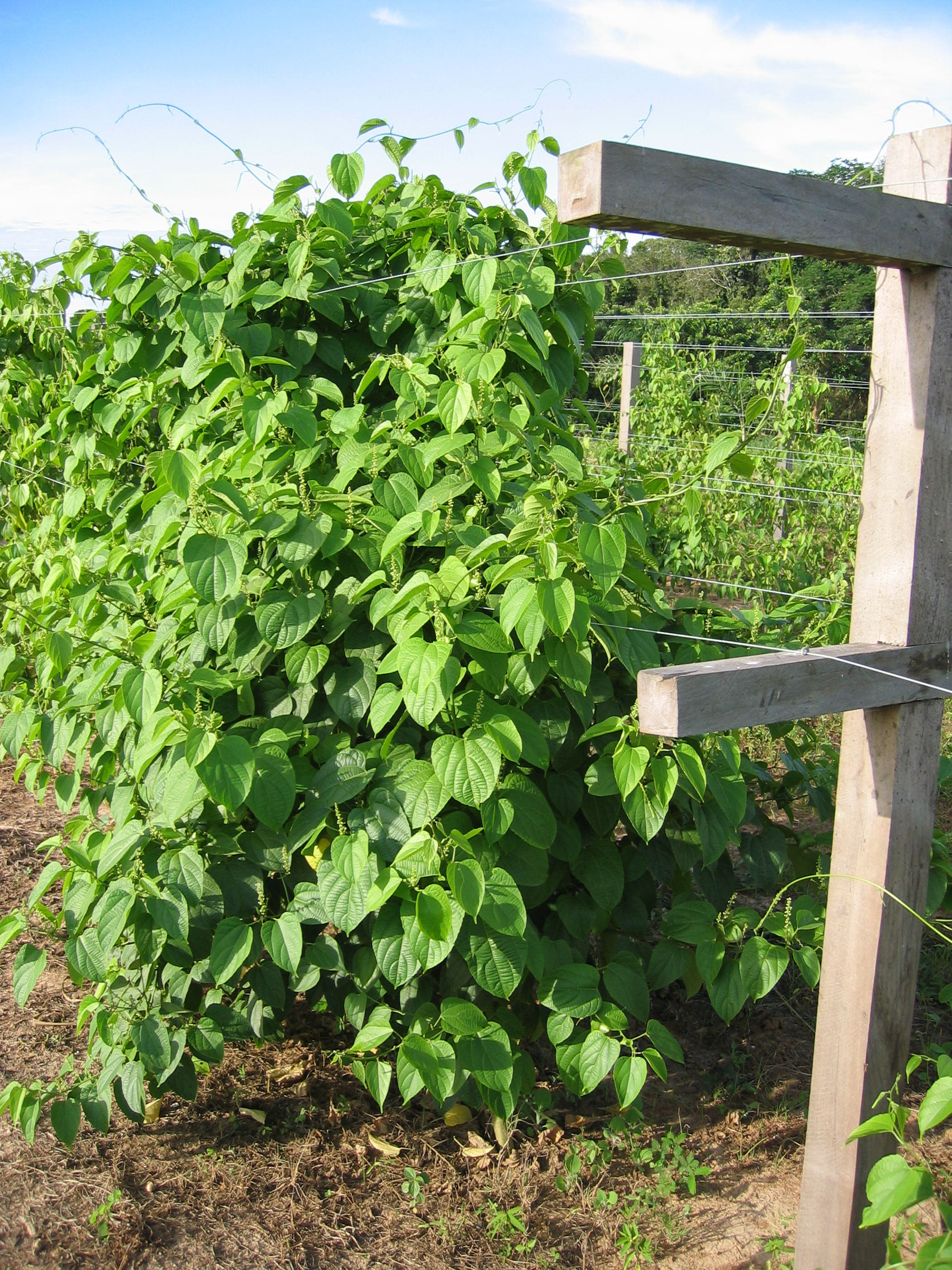

## Loài
Chi này gồm các loài sau: